# Adi Shamir

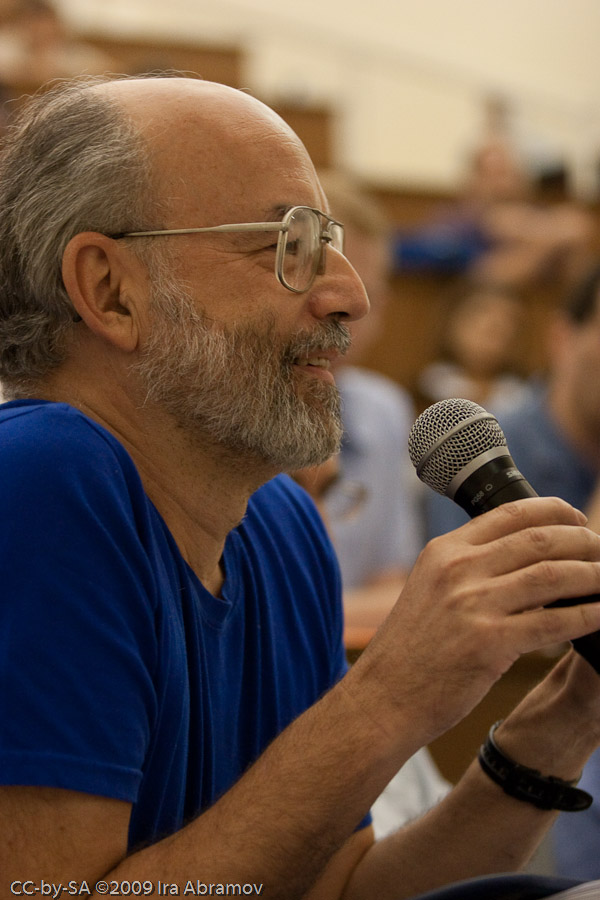
Adi Shamir

Adi Shamir (Tel Aviv, 6 juli 1952) is een Israëlisch informaticus die zich gespecialiseerd heeft in cryptografie. Hij was een van de uitvinders van het RSA algoritme (samen met Ron Rivest en Len Adleman). Hij heeft veel bijgedragen aan de ontwikkeling van de cryptografie in het bijzonder en de informatica in het algemeen.

## Biografie

### Opleidingen en betrekkingen
Hij ontving zijn bachelor-graad in de wiskunde aan de Universiteit van Tel Aviv in 1973. Vervolgens is hij afgestudeerd (in 1975) en gepromoveerd (in 1977) in de informatica aan het Weizmann Instituut der Wetenschappen. Na één jaar postdoc aan de Universiteit van Warwick, deed hij onderzoek aan het MIT van 1977 tot 1980. Hierna ging hij terug naar het Weizmann Instituut, naar de faculteit wiskunde en informatica. Sinds 2006 is hij ook gasthoogleraar aan de École Normale Supérieure in Frankrijk.

### Onderzoek
Naast RSA heeft Shamir nog veel bijgedragen aan de ontwikkeling van de cryptografie, zoals: het Shamir secret sharing schema, het breken van het cryptosysteem van Merkle-Hellman, visuele cryptografie, TWIRL en TWINKLE.
Ook buiten de cryptografie heeft Shamir zijn bijdragen geleverd aan de informatica. Een voorbeeld hiervan is het aantonen van de equivalentie van de complexiteitsklassen PSPACE en IP.

## Onderscheidingen
Als erkenning voor zijn bijdragen aan de cryptografie ontving Shamir, samen met Rivest en Adleman, in 2002 de Turing Award. Hij ontving daarnaast nog verschillende andere onderscheidingen.
1966: Alan J. Perlis ·
1967: Maurice V. Wilkes ·
1968: Richard Hamming ·
1969: Marvin Minsky ·
1970: J.H. Wilkinson ·
1971: John McCarthy ·
1972: Edsger Dijkstra ·
1973: Charles W. Bachman ·
1974: Donald E. Knuth ·
1975: Allen Newell, Herbert Simon ·
1976: Michael Rabin, Dana S. Scott ·
1977: John Backus ·
1978: Robert W. Floyd ·
1979: Kenneth E. Iverson ·
1980: Tony Hoare ·
1981: Edgar F. (Ted) Codd ·
1982: Stephen A. Cook ·
1983: Ken Thompson, Dennis M. Ritchie ·
1984: Niklaus Wirth ·
1985: Richard M. Karp ·
1986: John Hopcroft, Robert Tarjan ·
1987: John Cocke ·
1988: Ivan Sutherland ·
1989: William Kahan ·
1990: Fernando J. Corbató ·
1991: Robin Milner ·
1992: Butler Lampson ·
1993: Juris Hartmanis, Richard E. Stearns ·
1994: Edward Feigenbaum, Raj Reddy ·
1995: Manuel Blum ·
1996: Amir Pnueli ·
1997: Douglas Engelbart ·
1998: Jim Gray ·
1999: Frederick P. Brooks, Jr. ·
2000: Andrew Chi-Chih Yao ·
2001: Ole-Johan Dahl, Kristen Nygaard ·
2002: Ron Rivest, Adi Shamir, Leonard M. Adleman ·
2003: Alan Kay ·
2004: Vinton G. Cerf, Robert E. Kahn ·
2005: Peter Naur ·
2006: Frances E. Allen ·
2007: Edmund M. Clarke, E. Allen Emerson, Joseph Sifakis ·
2008: Barbara Liskov ·
2009: Charles Thacker ·
2010: Leslie Valiant ·
2011: Judea Pearl ·
2012: Shafi Goldwasser, Silvio Micali ·
2013: Leslie Lamport ·
2014: Michael Stonebraker ·
2015: Martin Hellman, Whitfield Diffie ·
2016: Tim Berners-Lee ·
2017: John L. Hennessy, David Patterson ·
2018: Yoshua Bengio, Geoffrey Hinton, Yann LeCun ·
2019: Patrick M. Hanrahan, Edwin E. Catmull ·
2020: Alfred Aho, Jeffrey Ullman ·
2021: Jack Dongarra ·
2022: Robert Metcalfe ·
2023: Avi Wigderson